# Villa Di Donato
La Villa Di Donato è un edificio di valore storico e architettonico di Napoli, situato nel quartiere di San Carlo all'Arena.

## Storia e descrizione
La villa sorge di fronte al convento di Sant'Eframo Vecchio, non molto distante sia dall'albergo dei Poveri, sia dall'orto botanico. I baroni Di Donato di Casteldonato la eressero nella seconda metà del Settecento con la funzione di casino di caccia. Nell'anno 1900 passò alla famiglia Mazzarotta attraverso il matrimonio tra Giuseppe, marchese di Caselle, e la baronessa Concetta Di Donato. Nella sua storia la villa ha accolto alcuni ospiti illustri, su tutti Emile Zola. In seguito a un rigoroso restauro voluto dai discendenti De Mennato, è sede di eventi culturali.
Si presenta come una sobria architettura di stampo neoclassico, al cui cospetto si giunge attraverso un vialetto. Superata la corte, attigua alla rimessa delle carrozze, si raggiunge una scala a doppia rampa che conduce al piano nobile nel quale sopravvivono intatti gli affreschi (ritraenti scene di caccia e di vita agreste) e gli arredi dell'epoca di costruzione. Attorno al casino si ammira un curato giardino con palme, araucarie ed altri arbusti secolari.

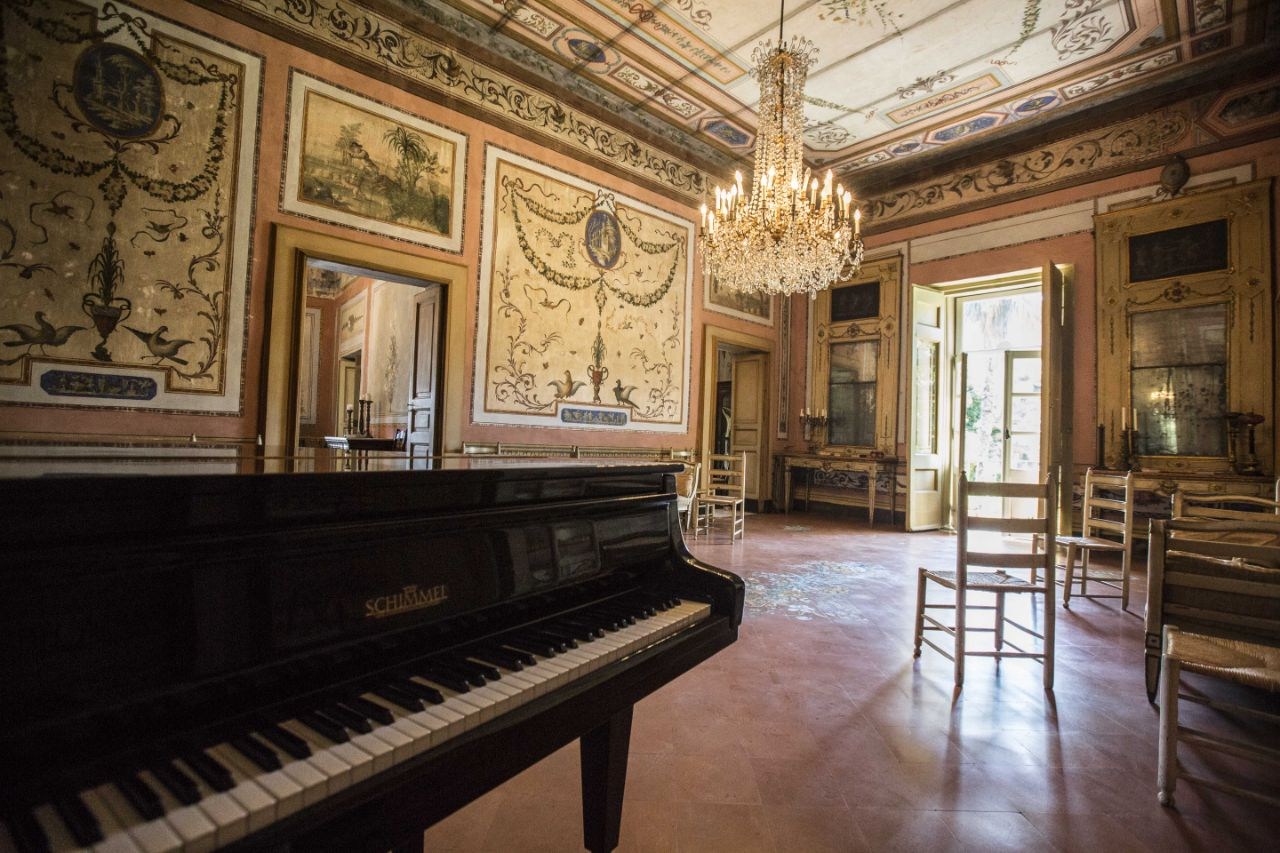
La sala principale del piano nobile